# Divisões administrativas de Brunei
As divisões administrativas de Brunei consistem principalmente de daerah (distrito), mukim (subdivisão de distrito) e kampong (aldeia). São organizados de forma hierárquica, com daerah sendo o primeiro nível e kampong o terceiro nível.
Existem também algumas divisões municipais: Bandar Seri Begawan e algumas capitais de distrito. São considerados fora da hierarquia da principal divisão administrativa.
Todas as divisões administrativas estão diretamente sob a governança do governo através do Ministério de Assuntos Internos. Geralmente, as divisões administrativas servem para o censo de população. As áreas administrativas têm de limitada a nenhuma autonomia, e é mais pronunciada para o menor nível administrativo. Os principais aspectos sociopolíticos, como educação e direito, são centralizados e gerenciados por meio de ministérios ou departamentos governamentais separados.

## Distrito
Há quatro distritos em Brunei: Brunei-Muara, Belait, Tutong e Temburong. Brunei-Muara é o menor distrito, mas tem a maioria da população. Belait é o maior distrito e o centro de produção de óleo e gás.
Um distrito é liderado por um Pegawai Daerah ou um oficial de distrito e assistido por um oficial de distrito assistente.

## Mukim
O nível administrativo de mukim fica abaixo do distrito. No momento, existem 38 mukims, com 17 em Brunei-Muara, 8 em Tutong, 8 em Belait e 5 em Temburong Distrito. Um mukim é dirigido por um penghulu.

## Kampong
Um kampong é o menor nível administrativo em Brunei e dirigido por um ketua kampong ou chefe de aldeia. Sua população varia de algumas centenas a milhares. pessoas.
Kampong Ayer não é considerada uma divisão administrativa kampong. É simplesmente um termo comum ao se referir a todo o conjunto de assentamentos no rio Brunei. No entanto, Kampong Ayer é uma área grande que consiste em alguns mukim e uma série de kampong.

## Municipalidade
Existem quatro áreas de população que são consideradas como bandaran ou municipalidade, a saber:
- Bandar Seri Begawan, a capital do país, também a capital do Brunei-Muara Distrito;
- Kuala Belait, a vila administrativa para Belait Distrito;
- Seria, uma vila em Belait Distrito; e
- Tutong, uma vila administrativa para Tutong Distrito.

As municipalidades são consideradas fora da hierarquia da divisão administrativa principal, pois sua jurisdição espacial não se encaixa necessariamente a nenhum dos níveis, assim como seus tamanhos não são consistentes—Begawan compreende vários mukim, mas outros vilas compreendem apenas alguns kampong. Além disso, as municipalidades são governadas sob diferentes secções daquela que lida com os distritos e suas subdivisões, ainda que dentro do mesmo ministério.
As municipalidades são lideradas por Pengerusi Lembaga Bandaran ou Presidente do Conselho da Vila.
Enquanto Bangar é a vila focal de Temburong, ainda não tem um status municipal. Bangar, sob o nome 'Pekan Bangar' (literalmente traduz como "Bangar vila"), está no nível de kampong. Da mesma forma, Muara, um povoado no extremo norte do Brunei-Muara Distrito, é um kampong-área de nível, embora seu nome oficial é"Pekan Muara"que se traduz literalmente como "Muara Vila".